# Wappen Osttimors

Das Wappen von Timor-Leste seit 2007

Das Wappen Osttimors (offizieller Name: belak, tetum für Scheibe) wurde am 18. Januar 2007 mit der Veröffentlichung des Gesetzes 02/2007 im Jornal da República (18. Januar 2007, Serie I, No. 1, Seite 1664) eingeführt und ersetzte das auf dem Schild des Conselho Nacional de Resistência Timorense CNRT (Nationalrat des Timoresischen Widerstands) basierende Wappen, das seit der Unabhängigkeit 2002 verwendet wurde. Das aktuelle Wappen ist eine Variante des Emblems, das die Vertreter Osttimors während der indonesischen Besatzung verwendeten.

## Offizielle Beschreibung

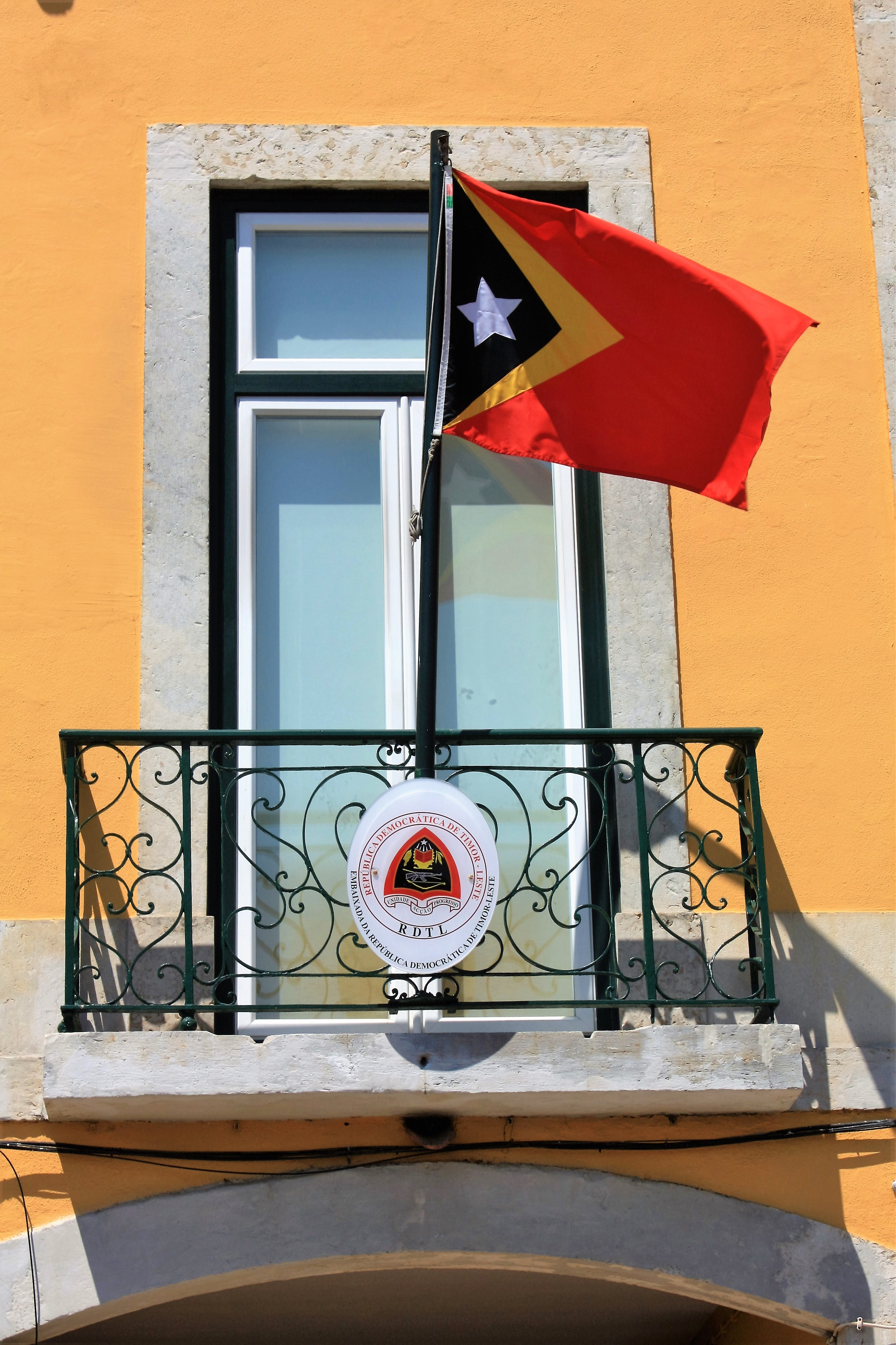
Wappen und Flagge Osttimors an seiner Botschaft in Lissabon

Das Wappen zeigt im Zentrum die Umrisse des höchsten Berges Osttimors, des Tatamailau (Foho Ramelau), auf weißem Grund in den Landesfarben außen „rubinrot“, innen schwarz mit einem dünnen goldgelben Rand. Er hat die Form einer viereckigen Pyramide, von der drei Ecken nach unten und eine nach oben zeigt. Die Kanten sind bögenförmig.
In der Mitte der oberen Ecke des Berges befindet sich ein fünfzackiger weißer Stern. Einer der Zacken des Sterns deutet, ohne sie zu berühren, zur oberen Ecke des Berges hin. Aus dem Stern kommen fünf weiße, pyramidenförmige Strahlen heraus, die am oberen Ende eines offenen Buches enden, das sich im oberen Teil des schwarzen Teils des Berges befindet.
Das Buch hat einen rubinroten Umschlag, die Ränder sind goldgelb. Auf der rechten Seite des Buches sind vier schwarze Linien, auf der linken fünf. Am unteren Ende der Seiten befindet sich ein goldgelbes Band. Das Buch befindet sich vor einem goldgelben Zahnrad, das auf einem goldgelben Sockel steht. Rechts neben Zahnrad und Buch befindet sich eine Reisähre (hare fulin) mit zwei Blättern und elf Körnern, links ein Maiskolben (batar fulin), ebenfalls mit zwei Blättern. Beide sind goldgelb und mit der Spitze nach unten gedreht.
Unterhalb von Zahnrad und Buch befindet sich eine weiß umrandete Kalaschnikow (AK-47 Galaxi) mit Kolben nach links und Lauf nach rechts. Der Lauf ist etwas höher als der Kolben, berührt aber das Zahnrad nicht. Quer hinter der Waffe liegt ein goldgelber, timoresischer Speer (Diman), dessen Spitze nach links zeigt.
Unter dem Gewehr befindet sich im schwarzen Teil des Berges mittig ein goldgelber, timoresischer Bogen (Rama-inan), dessen Sehne nach oben zeigt.
Unter dem Umriss des Berges befindet sich ein wellenförmiges, „hellrot“ umrandetes, weißes Spruchband auf dem mit rubinroter Schrift das neue Landesmotto auf Portugiesisch steht: „Unidade, Acção, Progresso“ (Einheit, Bewegung, Fortschritt). Dieses Band verläuft in Wellen parallel zu dem Rand des Bergumrisses.
Berg und Spruchband sind von zwei dünnen dunkelroten Ringen umgeben. Zwischen den Kreisen steht auf weißem Grund mit rubinroter Schrift im oberen Teil der offizielle Landesname auf Portugiesisch República Democrática de Timor-Leste. Die Inschrift verläuft auf dem Ring von Höhe der linken, unteren Ecke des Berges Tatamailau bis auf die Höhe der rechten, unteren Ecke. Im unteren Teil des Ringes steht die Abkürzung des Landesnamens RDTL.

## Bedeutung

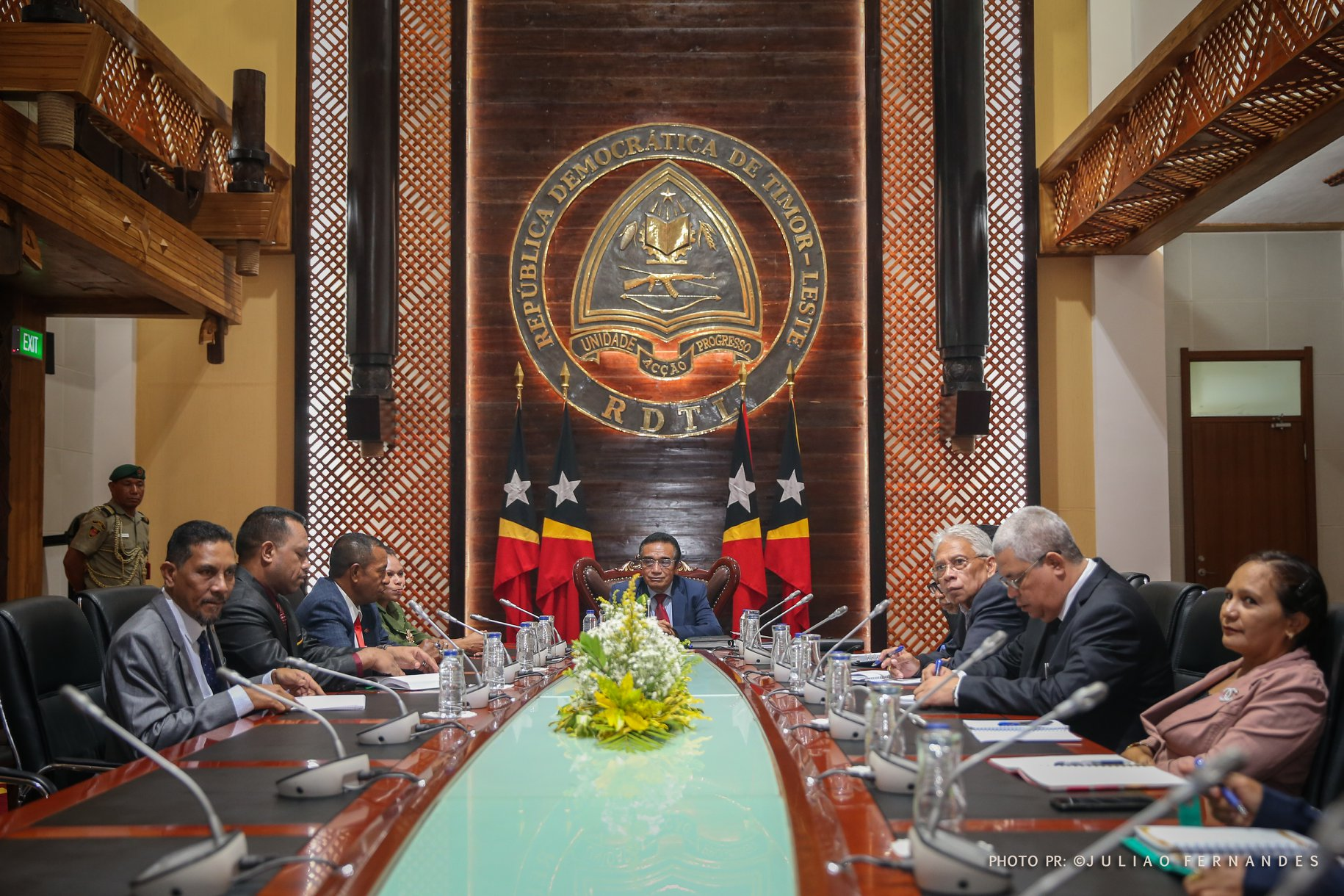
Das Staatswappen im Präsidentenpalast Osttimors (2020)

Das Wappen symbolisiert den Erdball mit dem Land Osttimor und steht gleichzeitig für die Nationale Einheit. Die weiße Hintergrundfarbe innerhalb des Rings, des Sterns und der Strahlen symbolisiert den Frieden. Das Gelb im Wappen bedeutet Reichtum, Schwarz symbolisiert die Verfinsterung, die besiegt werden muss, und Rot steht für die Heimatliebe und den Kampf für die nationale Befreiung.
Die fünf Zacken des Sterns symbolisieren das Licht der Freigiebigkeit und der Ehrlichkeit, die das Volk zum Frieden führt. Seine Strahlen stehen für das Licht der Solidarität und den Willen, Frieden der ganzen Welt zu bringen.
Die vier Ecken des Umrisses des Berges Tatamailau stehen für den Grundsatz der Gewaltenteilung (Präsident, Parlament, Regierung und Justiz) und die Unabhängigkeit der Staatsorgane.
Offenes Buch, Zahnrad, Reisähre und Maiskolben symbolisieren Weisheit und die Fähigkeit des Volkes, sich auf den Gebieten der Erziehung, Kultur, sozialen Gerechtigkeit, Landwirtschaft und Industrie weiterzuentwickeln.
Das Gewehr, Speer und Bogen stehen für die Werte des jahrhundertelangen Widerstandes des Volkes für die nationale Befreiung und die Selbstverteidigung für die Ehre und Würde der Landeshoheit von Osttimor. Das Gewehr mag eine Hommage an das Wappen Mosambiks sein. Die FALINTIL Osttimors benutzte im Befreiungskampf keine Kalaschnikow.
Das Landesmotto Einigkeit, Bewegung, Fortschritt nennt die Grundwerte der Politik und der Ethik, die das Leben der Nation und des Volkes bestimmen.

## Das Wappen von Portugiesisch-Timor

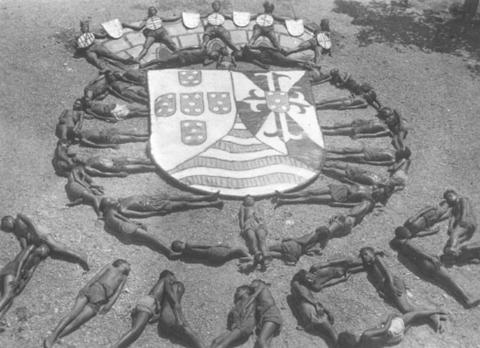
Timoresen bilden das Wappen der Kolonie mit ihren Körpern, Álbum Fontoura (1930)

Im Juni 1932 entwarf Affonso Dornellas vom Portugiesischen Institut für Heraldik Wappen für die Kolonien Portugals im Auftrag der Agência Geral das Colónias. Zentrales Element  war das Wappen der Dominikaner, die während der Besitznahme Timors durch Portugal eine große Rolle spielten: Das Feld war Silber/Schwarz achtfach geständet mit einem silber-schwarzen Lilienkreuz, zusätzlich befand sich im Zentrum des Kreuzes eine Quina.
1935 wurde allen portugiesischen Kolonien jeweils ein eigenes Wappen verliehen, deren Design einheitlich geregelt war. Der dreigeteilte Schild zeigt im ersten Feld auf Silber fünf blaue Schilde mit je fünf silbernen Münzen (Quinas), die ein Kreuz bilden; das zentrale Element aus dem Wappen Portugals. Im dritten Feld befinden sich auf Silber grüne Wellen. Das zweite Feld wurde für die einzelnen Kolonien variiert. Portugiesisch-Timor führte hier das Dominkanerkreuz mit der Quina.

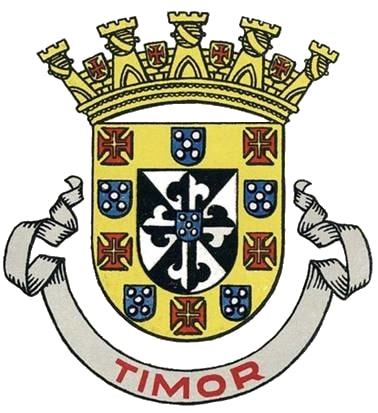
Vorschlag von 1932
Kleines Wappen, 1935 bis 1975
Großes koloniales Wappen, 1935 bis 1951
Großes koloniales Wappen, 1951 bis 1975

## Wappen während der indonesischen Besatzung
Nach der Nelkenrevolution sollte die portugiesische Kolonie auf die Unabhängigkeit vorbereitet werden, doch Indonesien provozierte 1975 einen Bürgerkrieg zwischen den großen Parteien Osttimors, aus dem die FRETILIN als Sieger hervorging. Indonesien begann mit der Besetzung der Grenzgebiete und die FRETILIN rief daher einseitig die Unabhängigkeit aus, um internationale Hilfe zu erhalten. Nur neun Tage später griff Indonesien offen die Hauptstadt Dili an und dehnte die Invasion auf das ganze Land aus. 1976 erfolgte die offizielle Annexion durch Indonesien.
Während der Annexion Osttimors durch Indonesien (1976–1999) erhielt die als Timor Timur geführte 27. Provinz ein Wappen mit goldener Grundfläche. Im oberen Teil des Schildes thronte ein kleiner blauer Schild mit einem goldenen Stern, darunter ein rotes Spruchband mit dem Motto „Von den vergangenen Zeiten, bis heute, Krieger Timors“ in Tetum, weiter unten ein rundes Siegel mit einem timoresischen heiligen Haus (Uma Lulik) auf blauem Grund, das auf einer goldenen Kaibauk (timoresische Krone) ruhte. Auf der Kaibauk stand in roter Schrift „TIMOR TIMUR“.
Die FRETILIN versuchte neben dem bewaffneten Widerstand auch auf der diplomatischen Ebene gegen Indonesien vorzugehen. Die Vertreter der Demokratischen Republik Osttimor verwendeten auf ihrem Briefkopf ein Emblem, das die Elemente des heutigen Wappen in einer ähnlichen Aufmachung zeigt. 1987 wurde für den militärischen Arm des Widerstands, der FALINTIL, eine eigene Flagge mit neuem Wappen eingeführt. Die osttimoresische Dachorganisation CNRT übernahm später die Symbolik.

Wappen von Timor Timur
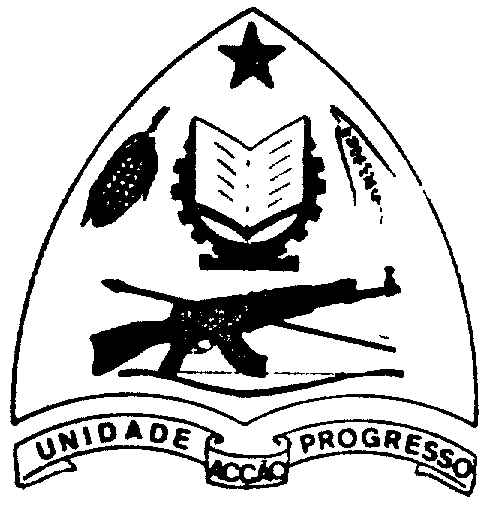
Emblem der Demokratischen Republik Osttimor (1976)
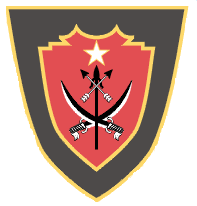
Wappen der FALINTIL und des CNRT

## Regierungssymbole während der Verwaltung durch die Vereinten Nationen
Ab 1999 übernahmen die Vereinten Nationen die Verwaltung Osttimors. 2001 wurden Wahlen für die Verfassunggebenden Versammlung aus der später das Nationalparlament Osttimors hervorging, durchgeführt. Die vom Parlament gewählte Regierung benutzte bis zur Erlangung der Unabhängigkeit am 20. Mai 2002 ein Emblem mit einem im timoresischen Stil gehaltenen Krokodils, das im Schöpfungsmythos Timors eine zentrale Rolle spielt. Im Hintergrund sieht man die Umrisse des Tatamailau. Außerdem enthält es weitere Herrschaftssymbole, wie eine Kaibauk. Auf dem Emblem steht in der einheimischen Sprache Tetum „TIMOR LOROSA'E GOVERNU“ (Osttimor Regierung), beziehungsweise auf Portugiesisch „GOVERNO TIMOR-LESTE“. Auf Fahrzeugen der Regierung befanden sich Aufkleber mit einer Karte des Landes in orange, blau und weiß und dem Wort Regierung auf Tetum und Englisch.

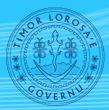
Emblem der Regierung Osttimors während der UN-Verwaltung (tetum)
Emblem der Regierung Osttimors während der UN-Verwaltung (port.)
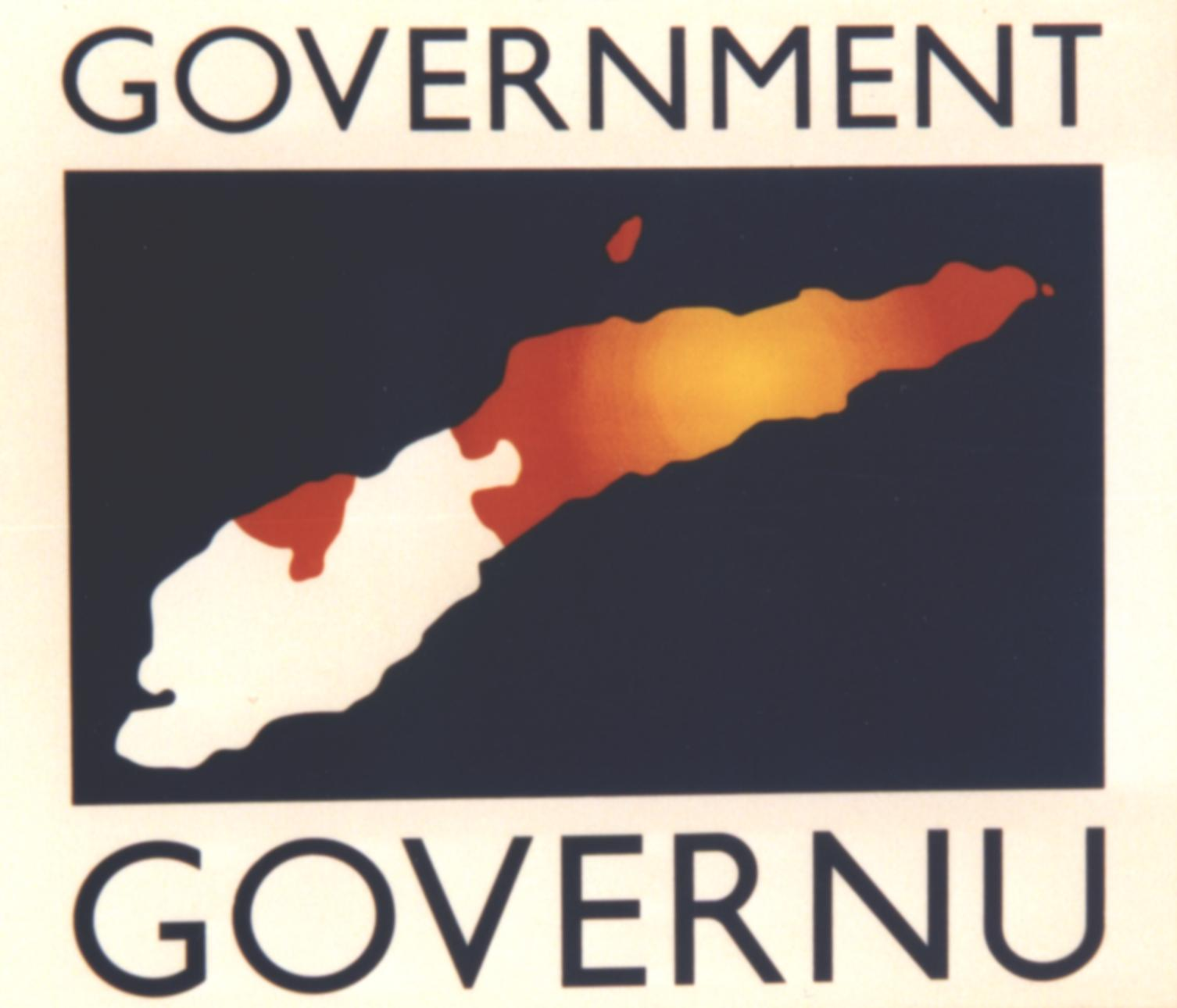
Regierungslogo auf einem Fahrzeug 2002

## Das Wappen von 2002 bis 2007

Das Wappen von Timor-Leste 2002 bis 2007

Das erste Wappen Osttimors enthielt den Schild des CNRT. Er wird weiter von den Verteidigungskräften Osttimors (F-FDTL) verwendet. Das Hauptelement bilden zwei gekreuzte, sogenannte Suriks (traditionelle, timoresische Schwerter), zusammen mit einem Speer, einem Stern und zwei Pfeilen. Der innere rote Schild nimmt an der oberen Seite die Form einer Kaibauk an.
Der Landesname steht in der Amtssprache Portugiesisch auf einem blauen Ring um den Schild und einer 14-strahligen Sonne.
Das portugiesische Motto im Spruchband bedeutet übersetzt: Ehre, Vaterland und Volk.

## Gemeinden Osttimors
2015 wurden die Distrikte Osttimors in Gemeinden umgewandelt. Einige dieser Gemeinden sowie die Sonderverwaltungsregion Oe-Cusse Ambeno nahmen seitdem eigene Wappen und Embleme an. Cova Lima änderte zwischenzeitlich das Pentagon als Grundform (wie man es auch von indonesischen Emblemen her kennt) in einen europäischen Schild.

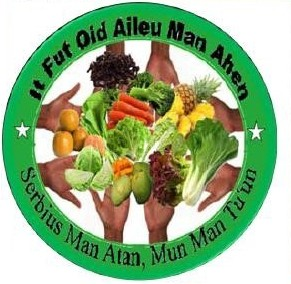
Aileu
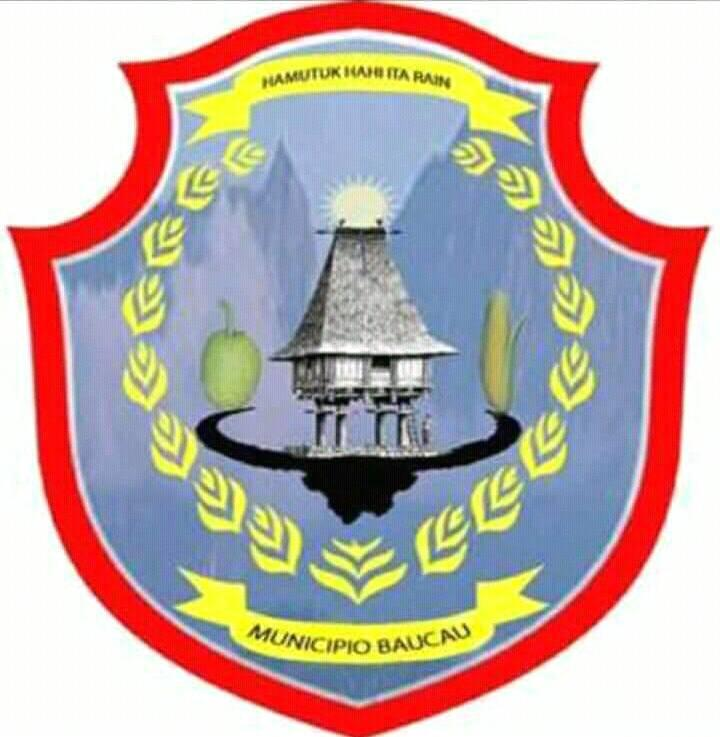
Baucau
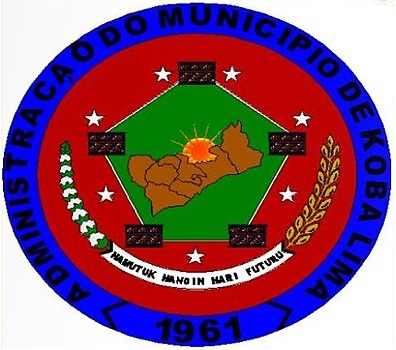
Cova Lima (alt)
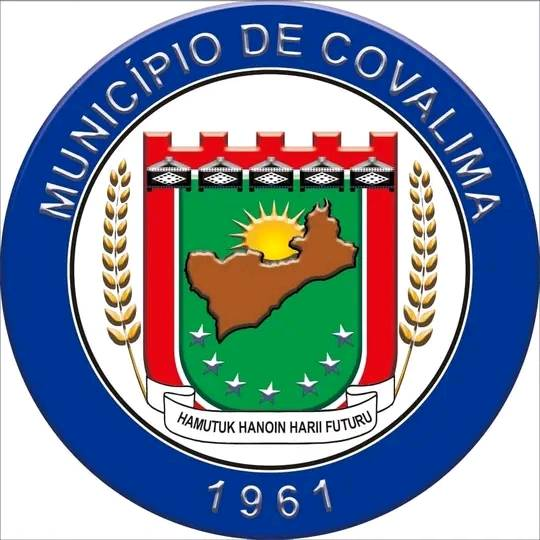
Cova Lima (neu)
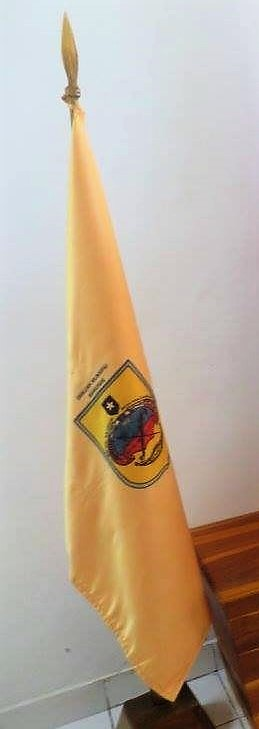
Manufahi
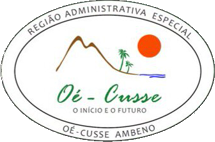
Oe-Cusse Ambeno
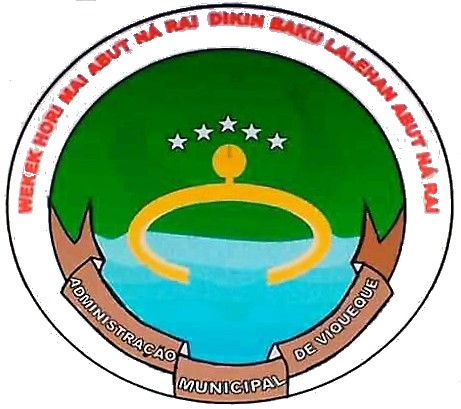
Viqueque